# Ширковский (Курская область)
Ширковский — посёлок в Большесолдатском районе Курской области. Входит в Волоконский сельсовет.

## География
Находится у административной границы с Льговским районом Курской области.
Географическое положение
Посёлок находится в 63 километрах к юго-западу от Курска, в 16 километрах к северу от районного центра — села Большое Солдатское, в 3 км от Волоконска (центр сельсовета).

## Население
1. Н/Д[4]

1. Н/Д[5]

## Инфраструктура
Личное подсобное хозяйство.

## Транспорт
Подходит автодорога межмуниципального значения 38Н-741 (Волоконск — Ширковский). В 14 км от автодороги регионального значения 38К-004 (Дьяконово — Суджа — граница с Украиной). В 8 км от ближайшего ж/д остановочного пункта Деревеньки.